# Charles Richet
Charles Robert Richet [šárl robér riše] (25. srpen 1850 – 4. prosinec 1935) byl francouzský lékař, fyziolog a psycholog. Za svůj výzkum anafylaktického šoku získal roku 1913 Nobelovu cenu za fyziologii nebo lékařství. Věnoval se též eugenice a parapsychologii (je mj. autorem pojmu ektoplazma). Od roku 1887 byl profesorem fyziologie na Collège de France.
Byl vydavatelem Revue Scientifique (1878–1887), spoluvydavatelem Journal de physiologie et de pathologie générale (po roce 1917) a roku 1905 prezidentem londýnské Society for Psychical Research. V roce 1914 se stal členem Francouzské akademie věd. Členem korespondentem Ruské akademie věd v Petrohradě byl od roku 1912.